# Папілярний рак щитоподібної залози
Папілярний рак щитоподібної залози або папілярна карцинома щитоподібної залози — найпоширеніше злоякісне новоутворення щитоподібної залози у дітей та дорослих, що становить до 80% всіх злоякісних новоутворень щитоподібної залози. Як правило, папілярний рак щитоподібної залози уражає жінок та пацієнтів, що зазнали раідоактивного опромінення ділянок голови та шиї у зв'язку з медичними показанями або внаслідок аварії на Чорнобильській АЕС.

## Маркери карциноми
- Тиреоглобулін використовують як маркер раку для диференційованих форм раку щитоподібної залози, до яких також належить папілярний.[8][9]
- Імуногістохімічне визначення експресії протеїнів HBME-1 та цитокератину 19 (СК-19) також має певне діагностичне значення для диференційованого діагнозу між папілярною та фолікулярною карциномами щитоподібної залози, оскільки експресія цих протеїнів спостерігається переважно в папілярному раку.[10]
- Визначення мутації в 15 екзоні гену BRAF або експресії різноманітних протеїнів також може мати діагностичне значення.[11][12]

## Патогістологічна характеристика

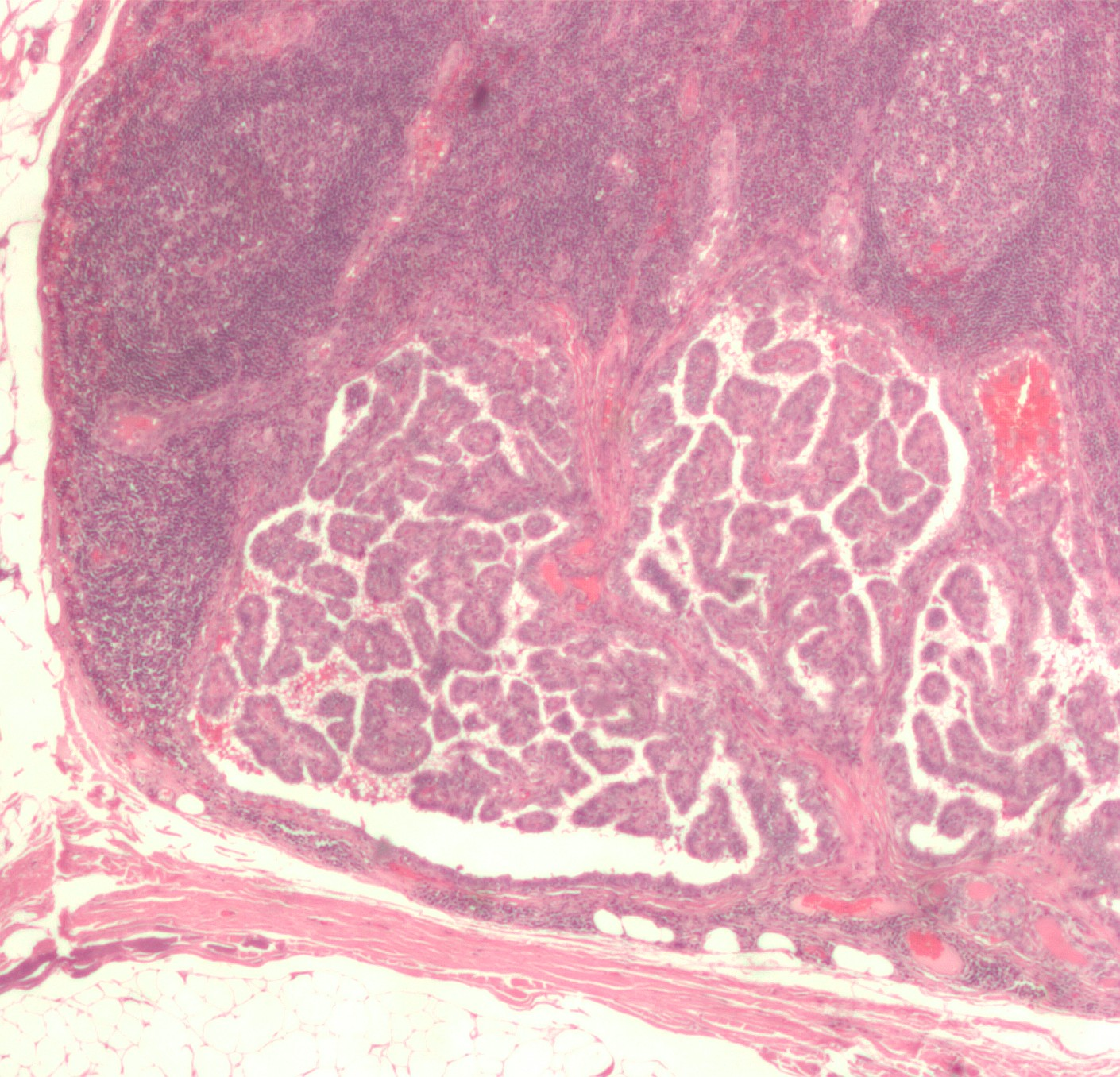
Мікрофотознімок метастазу папілярного раку в лімфатичний вузол (фарбування гематоксилін-еозин).

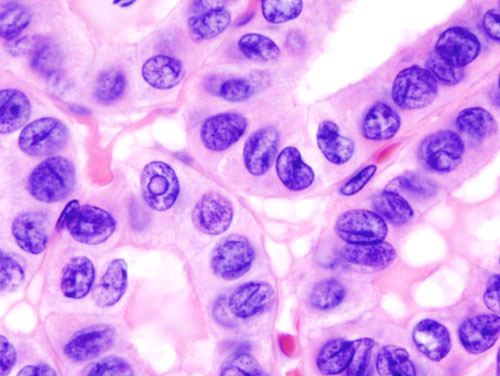
Типова гістологічна картина папілярного раку щитоподібної залози (фарбування г-е).

За гістологічними характеристиками визначають класичний папілярний рак, фолікулярний варіант папілярного раку, дифузносклеротичний варіант, веретеноклітинний варіант, інкапсульований неінвазивний варіант папілярного раку.
- Характерним для папілярного раку є наявність нуклеарних включень (ядро клітини, при фарбуванні гематоксиліном-еозином, містить порожні ділянки)[13] та псамомних тілець при світловій мікроскопії. Ці ознаки використовують при ідентифікації фолікулярного варіанту папілярного раку, при якому клітини не утворюють характерних папілярних структур.[14]
- Метастази в лімфатичні вузли шиї внаслідок переважно лімфогенного метастазування
- Мультифокальність

Папілярний рак щитоподібної залози іноді характеризується високою інвазивною активністю, що проявляється метастазуванням переважно лімфогенним шляхом, хоча інвазія кровоносних судин теж виникає. Внаслідок цих властивостей рідко зустрічається інкапсуляція папілярного раку, а інвазія за межі капсули щитоподібної залози сягає 40 %. Віддалені метастази найчастіше уражають легені, але кількість таких випадків менше 10 %.

### Папілярна мікрокарцинома щитоподібної залози
Папілярний рак, розміри якого менше 1 см в найбільшому діаметрі. Поширеність мікрокарциноми може сягати 30 %, про що свідчать дослідження аутопсійного матеріалу, та до 50 % згідно з даними ретроспективних досліджень. Лікувальна стратегія щодо інсидентальної мікрокарциноми варіює, незважаючи на верифікованість діагнозу за даними ультразвукового дослідження, які підтверджені даними цитологічного аналізу аспіратів тонкоголкової аспіраційної пункційної біопсії (ТАПБ). Переважно пацієнтам виконується тотальна тиреоїдектомія з послідуючою абляцією радіокативним йодом (І-131).

### Оккультна папілярна карцинома
Цим терміном описують метастаз папілярного рака щитоподібної залози при відсутності клінічної картини первинної пухлини в самій щитоподібній залозі. Вперше описано в дослідженні Woolner et al. в 1960 році.

### Кістозний тип папілярного раку
Кістозний тип папілярної карциноми являє собою класичний за патогістологічною будовою ПРЩ, що визначається у вигляді новоутворення стінки кістозного утворення щитоподібної залози. Клінічний перебіг кістозного ПРЩ схожий з класичним ПРЩ. Проте виявлення даного виду карциноми може бути складним внаслідок малоінфомативної ТАПБ, що може містити переважно кістозну рідину та недостатню для патоцитологічного висновку кількість фолікулярних клітин.

### Інкапсульований неінвазивний варіант папілярного раку
B 2016 році в США це новоутворення було рекласифіковано. Згідно рішення групи експертів, цей тип новоутворення більше не належить до карциноми в США, та визначається як «неінвазивна фолікулярна неоплазія щитоподібної залози з папілярно-подібними змінами ядер» (англ. noninvasive follicular thyroid neoplasm with papillary-like nuclear features).

## Папілярний рак на фоні іншої тиреоїдної патології
Карцинома може виникати на фоні доброякісної тиреоїдної патології до 30% випадків, що вимагає ретельної оцінки вузлів щитоподібної залози за наявності:
- Хвороби Грейвса[22]
- Тиреоїдиту Хашимото
- Нетоксичного багатовузлового зобу
- Токсичного багатовузлового зобу
- Аденома щитоподібної залози

## Генетичний профіль
З папілярним раком щитоподібної залози як правило асоціюються два типи генетичних аномалій: хромосомні транслокації та точкові мутації, переважно генів, що беруть участь в регуляцій сигнального шляху MAPK/ERK.
Хромосомні транслокації часто спостерігаються в прото-онкогені RET, який кодує рецептор тирозин-кінази. RET розташований на 10 хромосомі людини (10q11), відіграє значну роль в нормальному розвитку нейроендокринних клітин. Транслокації або перестановки з іншими ділянками 10-ї хромосоми призводять до утворення хімерних форм RET (RET/PTC), кодують однойменні білки та мають вплив на MAPK/ERK, що може призводити до утворення карциноми.
Приблизно 30% папілярних карцином демонструють точкові мутації в 15 екзоні гену BRAF, що також бере учать в регуляції сигнального шляху MAPK/ERK. За деякими даними, цю мутацію слід асоціювати з більш агресивним фенотипом папілярного раку, оскільки мутація BRAF також спостерігається в низько-диференційованому та анапластичному раках щитоподібної залози, попередниками яких вважається папілярна карцинома.

Папілярний рак щитоподібної характеризується посиленою експресією протеїна S100A6, у порівнянні з фолікулярними пухлинами та нормальною тканиною щитоподібної залози.

## Діагностика
Папілярний рак часто діагностується при рутинному медичному огляді та проявляється асимптоматичним вузловим утворенням щитоподібної залози. У деяких випадках це вузлове утворення може спричиняти появу локальних симптомів, таких як певний дискомфорт в області шиї та при ковтанні, відчуття стороннього тіла в горлі.

### Загальні підходи до діагностики
Загальноприйнятим в тиреоїдології є проведення неінвазивного та високоефективного тесту: ультразвукового дослідження області шиї, за допомогою якого можна визначити вузли розмірами від 3 мм, що можуть бути раннім проявом папілярного раку, т.з. папілярною мікрокарциномою. За наявності вузлових утворень необхідно проведення тонкоголкової аспіраційної пункціїйної біопсії (ТАПБ) та подальшому цитологічному дослідженню — «золотого стандарту» в клінічній оцінці вузлових утворень щитоподібної залози. При неінформативній ТАПБ показана відкрита біопсія та експрес-патологогістологічне дослідження.
Папілярний рак часто є клінічною знахідкою на фоні доброякісної тиреоїдної патології, зокрема при нетоксичному багатовузловому зобі, тиреоїдиті Хашимото тощо. У зв'язку з цим будь-яке вузлове утворення щитоподібної залози повинно бути обстежене на предмет злоякісного процесу.

### Променева діагностика
- Рентгенографія органів грудної порожнини — може відігравати певну діагностичну роль за наявності метастазів, що найчастіше спостерігаються в легенях.
- Tc-99m-MIBI — сканування з цим радіофармпрепаратом ефективне за наявності радіойоднечутливих метастазів папілярного раку.[26]
- ПЕТ — позитронно-емісійна томографія, найсучасніший метод діагностики пухлин, зокрема радіойоднечутливих метастазів.[16]

## Прогноз
В цілому, папілярний рак характеризується сприятливим прогнозом в більшості випадків, демонструючи 5-річне виживання від 90% до 97%, а 10-річне виживання за деякими даними сягає 93%.

### Стадіювання
Стадіювання папілярного раку здійснюється за системою TNM, тобто з урахування розміру карциноми, наявності локорегіонарних метастазів в лімфатичні вузли та віддалених метастазів.

## Лікування

### Хірургічне

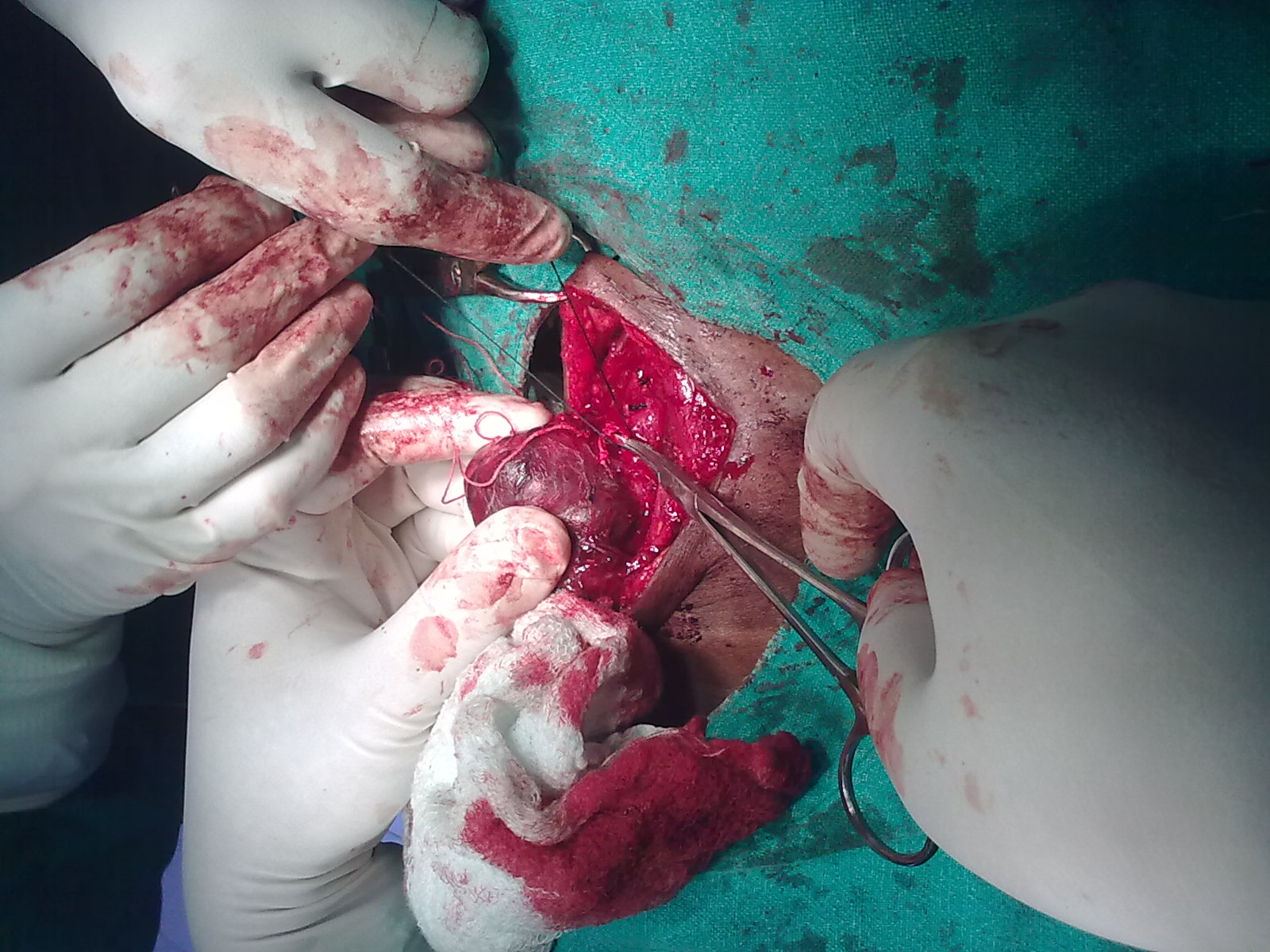
Тиреоїдектомія. Етап видалення однієї з долей щитоподібної залози

Тотальна тиреоїдектомія та центральна дисекція шиї — ефективний підхід, що забезпечує високі показники виживання та відсутність рецидивів у більшості випадків.

### Ад'ювантна терапія
Ад'ювантна терапія проводиться радіоактивним йодом-131 після проведення радикального хірургічного лікування (тиреоїдектомії) з метою ліквідації окремих тиреоцитів, що все ще можуть залишатися після операції.

### Супресія ТТГ
Супресивна терапія аналогами левотироксину проводиться після радіойодтерапії та направлена на пригнічення продукції тиреотропного гормону (ТТГ), який може викликати стимуляцію окремих нормальних тиреоцитів та клітин ПРЩ, які все ще можуть залишатися навіть після проведеного лікування.

### Хіміотерапія
Проводиться переважно блокаторами тирозин-кінази за наявності віддалених метастазів папілярного раку або при радіойоднечутливих метастазах.